# Amphictene leioscapha
Amphictene leioscapha är en ringmaskart som först beskrevs av Maurice Caullery 1944.  Amphictene leioscapha ingår i släktet Amphictene och familjen Pectinariidae. Inga underarter finns listade i Catalogue of Life.